# Quasi-Park Narodowy Kyūshū-chūō-sanchi
Quasi-Park Narodowy Kyūshū-chūō-sanchi (jap. 九州中央山地国定公園 Kyūshū-chūō-sanchi Kokutei Kōen) – quasi-park narodowy w centralnej części Kiusiu, w Japonii.
Park obejmuje tereny usytuowane w prefekturach Kumamoto i Miyazaki, o obszarze 270,96 km². Na terenie parku znajdują się mosty wiszące: Sendantodoro, Umenokitodoro i Aya-Teruha, wodospad Sendantodoro oraz tama Kamishiiba.
Park jest klasyfikowany jako chroniący krajobraz (kategoria V) według IUCN.
Obszar ten został wyznaczony jako quasi-park narodowy 15 lutego 1974. Podobnie jak wszystkie quasi-parki narodowe w Japonii, jest zarządzany przez samorząd lokalny prefektury.